# Rết
Rết là một nhóm động vật chân khớp thuộc lớp Chân môi (Chilopoda) trong phân ngành Nhiều chân (Myriapoda). Rết là loài động vật thân đốt, có lông, thon dài, mỗi đốt có một đôi chân. Số lượng chân của mỗi loài rết rất đa dạng, từ dưới 20 cho đến trên 300 chân. Số cặp chân rết luôn là số lẻ, ví dụ nó có thể có 15 hoặc 17 cặp chân (30 hoặc 34 chiếc chân) nhưng không bao giờ có 16 cặp chân (32 chân). Một đặc điểm dễ nhận thấy của rết là cặp kìm ở trước miệng có thể tiết nọc độc vào kẻ thù, được hình thành từ một cặp phần phụ miệng. Hầu hết các loài rết là động vật ăn thịt.:168
Rết thường có màu nâu sậm, kết quả sự kết hợp giữa hai màu nâu và đỏ. Các loài rết ở trong hang và trong lòng đất thường không có sắc tố và nhiều loài rết sống tại vùng nhiệt đới có thể có các màu sắc sặc sỡ mang tín hiệu xua đuổi. Kích cỡ có thể dao động trong khoảng vài milimét đối với các loài nhỏ con thuộc bộ Lithobiomorpha và Geophilomorpha cho tới 30 cm (12 in) đối với bộ Scolopendromorpha. Rết có thể hiện diện ở rất nhiều khu vực có điều kiện môi trường khác nhau.
Hiện nay có 8.000 loài rết có lông được biết đến trên thế giới, trong đó 3.000 loài đã được mô tả. Như đã nói, khu vực sinh sống địa lý của rết rất rộng, có loài được tìm thấy ở tận vòng Bắc Cực. Nơi sống trên cạn của rết có thể từ rừng mưa nhiệt đới cho đến tận các sa mạc. Tuy nhiên, do lớp vỏ không có lớp cutin dạng sáp giúp chống thoát nước như các loài côn trùng và nhện, chúng dễ dàng mất nước qua da và vì vậy dù trong tất cả các nơi sống của chúng cần có một vi môi trường sống có độ ẩm cao. Cụ thể, ta có thể tìm thấy rết trong đất mùn, lá cây mục, dưới các phiến đá hay tại các khúc gỗ. Rết là một trong những loài săn mồi không xương sống to lớn nhất trên cạn và đóng góp đáng kể trong sinh khối của các loài săn mồi trong các hệ sinh thái trên cạn.

## Mô tả
Rết có đầu tròn hoặc dẹt, mang một đôi râu ở phần trước của đầu. Chúng có một cặp hàm trên dài và hai cặp hàm dưới. Cặp hàm dưới đầu tiên mọc từ môi dưới và mang xúc tu ngắn. Cặp chân hàm đầu tiên kéo dài từ cơ thể ra phía trước để che phủ phần còn lại của miệng. Đầu chân hàm nhọn, mang ngòi độc để tiết nọc độc vào con mồi.
Rết có nhiều mắt đơn trên phần đầu và đôi khi chúng tập trung thành từng cụm để trở thành mắt kép. Mặc dù vậy, dường như rết chỉ có khả năng phân biệt được sáng/tối chứ không có thị giác thật sự như các loài chân khớp khác. Trên thực tế, nhiều loài rết thậm chí không có mắt. Một số loài rết có cặp chân cuối cùng có chức năng cảm giác tựa như râu, nhưng mọc từ trước ra sau. Một số nhóm rết có một cơ quan cảm giác đặc biệt gọi là cơ quan Tömösvary. Nó nằm ở gốc râu và bao hàm một cấu trúc dạng đĩa với một lỗ ở trung tâm bao quanh bởi các tế bào cảm giác. Có thể chúng được sử dụng để cảm nhận rung động và thậm chí có thể được dùng như một dạng cơ quan thính giác.

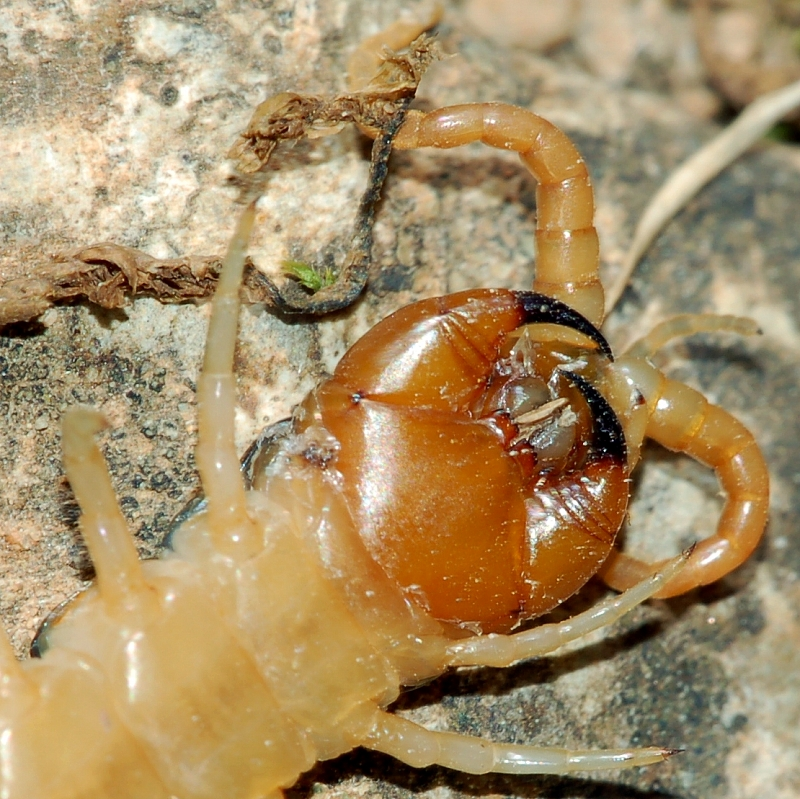
Mặt dưới của loài Scolopendra cingulata, cho thấy phần chân hàm phát triển thành kìm chứa nọc độc.

Loại kìm chứa nọc độc của rết là cơ quan đặc trưng của các thành viên lớp Chân môi-các lớp khác của ngành Chân khớp không có đặc điểm này. Cặp kìm này chính là cặp chân đầu tiên của rết, được biến đổi trở thành phần phụ dạng kìm nằm ngay sau đầu. Như vậy, kìm độc của rết không phải là phần phụ miệng thật sự mặc dù chức năng của chúng là bắt mồi, tiêm thuốc độc và giữ mồi. Và đương nhiên, kìm độc của rết có một đường ống rỗng bên trong để bơm chất độc vào con mồi như một cái kim tiêm.
Phía sau đầu, cơ thể rết được chia thành 15 đốt hoặc có thể nhiều hơn. Mỗi đốt mang 1 cặp chân, trong đó đốt thứ nhất mang cặp chân hàm/kìm độc chĩa ra phía trước mặt, và 2 đốt cuối cùng khá nhỏ và không có chân. Mỗi cặp chân đều dài hơn cặp chân phía trước nó một chút, điều này đảm bảo việc các chân không chạm vào nhau khi di chuyển quá nhanh. Trong một số trường hợp đặc biệt, cặp chân sau cùng có thể dài gấp đôi so với cặp chân trước tiên. Đốt cuối cùng trở thành dạng trâm nhọn và mang lỗ huyệt của cơ quan sinh dục.
Rết là động vật săn mồi và chúng sử dụng râu để dò tìm con mồi. Hệ tiêu hóa có dạng một đường ống đơn giản với các tuyến tiêu hóa kết nối với miệng. Giống như côn trùng, rết hô hấp thông qua hệ thống khí quản, với mỗi đốt có 1 cặp lỗ thở. Việc bài tiết được thực hiện thông qua 1 cặp vi quản malpighi.
Loài rết khổng lồ Amazon Scolopendra gigantea là loài rết to lớn nhất hiện đang tồn tại trên thế giới, với chiều dài có thể lên tới 30 cm (12 in). Con mồi của nó có thể bao gồm thằn lằn, ếch, chim, chuột và cả dơi - bị tóm ngay khi đang bay - cũng như các loài gặm nhấm và nhện. Trong lịch sử tự nhiên, chi rết sống trong kỷ Permi là Euphoberia là chi rết lớn nhất với chiều dài có thể lên tới 1m (39 inch).

## Vòng đời và sinh sản

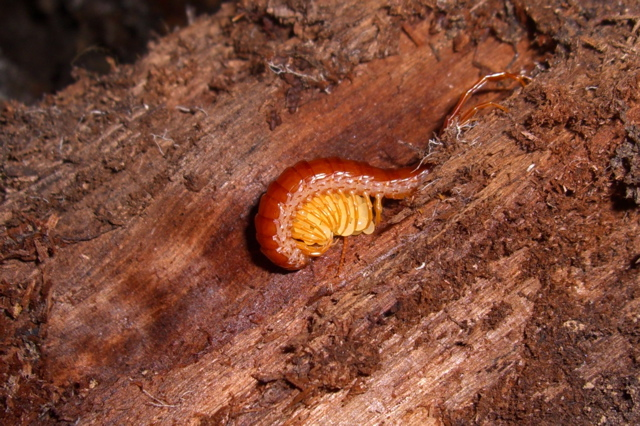
Một con rết cái với túi trứng của mình.

Quá trình sinh sản và thụ tinh của rết không cần đến hoạt động giao phối. Con đực chỉ đơn giản tạo ra một bao tinh rồi để cho con cái tự nhặt lấy. Trong một số loài rết, bao tinh dược đặt trong một túi lưới và con đực thực hiện một điệu nhảy mang tính ve vãn nhằm thuyết phục con cái tiếp nhận bao tinh của mình. Đối với một số loài khác, các con đực tạo ra bao tinh rồi bỏ đi, để cho các con cái tự tìm lấy. Ở các khu vực ôn đới, thời gian sinh sản của rết diễn ra vào mùa xuân và hè tuy nhiên ở các khu vực cận nhiệt và ôn đới dường như các loài rết không có chu trình sinh sản theo mùa. Đồng thời, một vài loài rết là loài sinh sản đơn tính.
Đối với các bộ Lithobiomorpha và Scutigeromorpha, rết cái đào một cái hố nhỏ, đẻ trứng vào đó rồi lấp lại và bỏ đi. Số lượng trứng dao động từ 10-50 quả. Thời gian "ấp" trứng kéo dài tùy theo loài, có thể từ 1 tháng tới vài tháng. Tuổi trưởng thành sinh dục cũng không giống nhau,ví dụ như loài S. coleoptera cần đến 3 năm để trưởng thành sinh dục, trong khi đó bộ Lithiobiomorpha trong điều kiện thích hợp chỉ cần 1 năm. So với côn trùng,rết sống khá thọ,ví dụ như Lithobius forficatus có thể sống đến 5 hay 6 năm.Do số trứng đẻ ra ít, thời gian ấp nở và thời gian trưởng thành sinh dục kéo dài mà nhiều ý kiến cho rằng rết là loài động vật thuộc nhóm chọn lọc K.
Rết cái thuộc các bộ Geophilomorpha và Scolopendromorpha tỏ ra quan tâm đến con hơn. Mỗi lứa rết đẻ 15-60 trứng trong một cái tổ ở một thân cây mục hay đất mùn. Sau khi đẻ, rết cái ở lại bên cạnh tổ, canh chừng trứng, liếm sạch trứng để bảo vệ chúng khỏi bị nhiễm nấm; sau khi trứng nở chúng tiếp tục canh chừng lũ con cho đến khi rết con có thể tự lập được - thời gian ở bên cạnh con có thể kéo dài tới 1 năm. Tuy nhiên trong một số trường hợp, rết mẹ có thể ăn trứng hoặc bỏ mặc cho trứng bị nhiễm nấm và chết. Một số loài rết thuộc bộ Scolopendromorpha có tập tính mẫu thực, tức là rết mẹ tự nguyện để cho lũ con mới sinh ăn thịt mình.
Vòng đời và tập tính sinh sản của bộ Craterostigmomorpha cho đến nay vẫn chưa được tỏ tường.

## Tiến hóa
|           | Craterostigmomorpha                                                  |
|           |                                                                      |
| Epimorpha | \| \| Scolopendromorpha \| \| \| \| \| \| Geophilomorpha \| \| \| \| |
|           | \| \| Scolopendromorpha \| \| \| \| \| \| Geophilomorpha \| \| \| \| |
|           | Scolopendromorpha                                                    |
|           |                                                                      |
|           | Geophilomorpha                                                       |
|           |                                                                      |

|  | Scolopendromorpha |
|  |                   |
|  | Geophilomorpha    |
|  |                   |

|           | Craterostigmomorpha                                                  |
|           |                                                                      |
| Epimorpha | \| \| Scolopendromorpha \| \| \| \| \| \| Geophilomorpha \| \| \| \| |
|           | \| \| Scolopendromorpha \| \| \| \| \| \| Geophilomorpha \| \| \| \| |
|           | Scolopendromorpha                                                    |
|           |                                                                      |
|           | Geophilomorpha                                                       |
|           |                                                                      |

|  | Scolopendromorpha |
|  |                   |
|  | Geophilomorpha    |
|  |                   |

|           | Craterostigmomorpha                                                  |
|           |                                                                      |
| Epimorpha | \| \| Scolopendromorpha \| \| \| \| \| \| Geophilomorpha \| \| \| \| |
|           | \| \| Scolopendromorpha \| \| \| \| \| \| Geophilomorpha \| \| \| \| |
|           | Scolopendromorpha                                                    |
|           |                                                                      |
|           | Geophilomorpha                                                       |
|           |                                                                      |

|  | Scolopendromorpha |
|  |                   |
|  | Geophilomorpha    |
|  |                   |

|           | Craterostigmomorpha                                                  |
|           |                                                                      |
| Epimorpha | \| \| Scolopendromorpha \| \| \| \| \| \| Geophilomorpha \| \| \| \| |
|           | \| \| Scolopendromorpha \| \| \| \| \| \| Geophilomorpha \| \| \| \| |
|           | Scolopendromorpha                                                    |
|           |                                                                      |
|           | Geophilomorpha                                                       |
|           |                                                                      |

|  | Scolopendromorpha |
|  |                   |
|  | Geophilomorpha    |
|  |                   |

Những hóa thạch cổ nhất của rết có niên đại từ 430 triệu năm về trước, vào khoảng kỷ Silur muộn. Chúng thuộc về Phân ngành Nhiều chân (Myriapoda), trong đó bao gồm Diplopoda, Symphyla, và Pauropoda. Hóa thạch cổ xưa nhất của động vật trên đất liền là loài, Pneumodesmus newmani thuộc Phân ngành Nhiều chân. Rết cũng thuộc nhóm những động vật chiếm lĩnh đất liền sớm nhất và là nhóm động vật đầu tiên sinh sống trong một ổ sinh thái cơ sở với tư cách là loài săn mồi rộng sinh thái trong lưới thức ăn mùn bã. Hiện nay, số lượng và chủng loại rết rất phong phú và chúng tồn tại ngay ở những khu vực có điều kiện sống khắc nghiệt.
Tính trong phân ngành Nhiều chân, rết được cho là lớp đầu tiên phấn nhánh từ tổ tiên chung gần nhất. Hiện có 5 bộ rết: Craterostigmomorpha, Geophilomorpha, Lithobiomorpha, Scolopendromorpha, và Scutigeromorpha. 5 bộ này được gộp chung vào lớp Chân môi (Chilopoda) dựa theo các đặc tính dẫn xuất chia sẻ sau:
1. Phần phụ miệng sau đầu thứ nhất được biến đổi thành dạng kìm chứa nọc độc.
2. Phần biểu bì trong thời kỳ bào thai ở cặp chân hàm (kìm độc) có một răng trứng.
3. Phần khớp giữa đốt chuyển và đốt dọc trước cố định.
4. Một rìa xoắn ốc tọa lạc tại nhân tinh trùng.

Về sau, lớp Chân môi/rết được chia làm hai nhánh: nhánh Notostigmomorpha bao hàm bộ Scutigeromorpha và nhánh Pleurostigmomorpha bao hàm 4 bộ khác. Sự khác biệt chính giữa hai nhánh này là Notostigmomorpha có lỗ thở nằm ở vùng lưng giữa. Trước đây, rết được tin tằng nên được chia thành cá nhóm Anamorpha (bao gồm bộ Lithobiomorpha và Scutigeromorpha) và nhóm Epimorpha (Geophilomorpha và Scolopendromorpha) dựa trên cách thức phát triển và tiến hóa, trong khi đó mối liên hệ với bộ Craterostigmomorpha chưa được rõ ràng. Các nghiên cứu phân loài học gần đây phân tích dựa trên các phân tử tổ hợp và các đặc tính về kiểu hình cho thấy kiểu phân loại trước đó dường như đúng hơn cả. Nhóm Epimorpha vẫn được sử dụng với tư cách là một đơn ngành nằm trong nhóm Pleurostigmomorpha, nhưng Anamorpha là cận ngành.
Các loài rết thuộc bộ Geophilomorpha được sử dụng như và ví dụ về áp lực tiến hóa; tức là quá trình tiến hóa của một đặc tính - ở đây là số đốt của các thành viên trong bộ Geophilomorpha - chịu sức ép bởi phương thức phát triển. Các loài thuộc bộ này có số đốt khác nhau, nhưng, giống như các loài rết khác, số đốt và số cặp chân luôn là lẻ; cụ thể số đốt dao động trong khoảng 27-191 nhưng luôn là số lẻ.

## Một số loài tiêu biểu

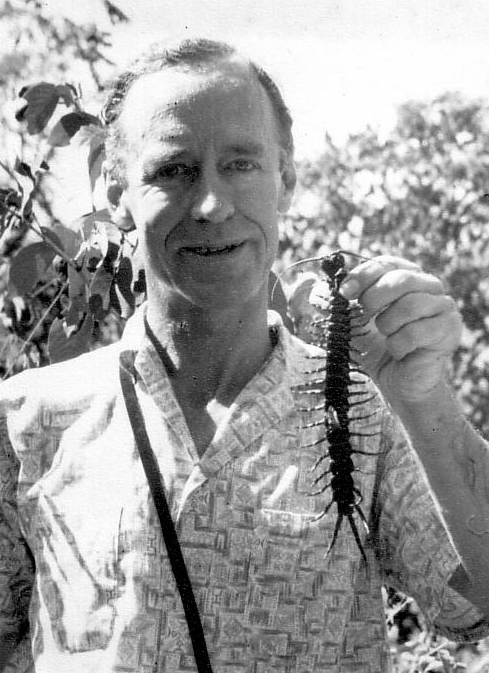
Một người đàn ông đang cầm một con rết Scolopendra gigantea. Hình chụp tại Trinidad, năm 1961

| Tên khoa học              | Tên thông thường            |
| Alipes grandidieri        | Rết đuôi lông vũ            |
| Ethmostigmus trigonopodus | Rết khuyên xanh             |
| Lithobius forficatus      | Rết đá                      |
| Pachymerium ferrugineum   | Rết đất                     |
| Scolopendra galapagoensis | Rết Galápagos               |
| Scolopendra gigantea      | Rết khổng lồ chân vàng Peru |
| Scolopendra heros         | Rết đầu đỏ khổng lồ         |
| Scolopendra morsitans     | Rết đầu đỏ                  |
| Scolopendra polymorpha    | Rết khổng lồ Sonoran        |
| Scolopendra subspinipes   | Rết Việt Nam                |
| Scutigera coleoptrata     | Rết nhà                     |